# 리 쌍대대수
리 대수 이론에서, 리 쌍대대수(Lie雙對代數, 영어: Lie coalgebra)는 리 대수의 정의를 쌍대화하여 얻어지는 쌍대대수이다.

## 정의
가환환 {\displaystyle K} 위의 리 쌍대대수는 다음과 같은 데이터로 주어진다.
- {\displaystyle K}-가군 {\displaystyle V}
- {\displaystyle K}-가군 준동형 {\displaystyle \mathrm {d} \colon V\to V\wedge V}

여기서
{\displaystyle V\wedge V={\frac {V\otimes V}{(u\otimes u\colon u\in V)}}}
는 외대수의 2차 성분이다. 이를 외대수 {\displaystyle \textstyle \bigwedge V} 위에 다음과 같은 곱 규칙을 따르는 미분으로 유일하게 확장할 수 있다.
{\displaystyle \mathrm {d} \colon \bigwedge ^{\bullet }V\to \bigwedge ^{\bullet +1}V}
{\displaystyle \mathrm {d} (a\wedge b)=(\mathrm {d} a)\wedge b+(-)^{\deg a}a\wedge \mathrm {d} b}
이 데이터는 다음 조건을 만족시켜야 한다.
- {\displaystyle \textstyle (\bigwedge ^{\bullet }V,\mathrm {d} )}는 공사슬 복합체를 이룬다. 즉, {\displaystyle \mathrm {d} \circ \mathrm {d} =0}이어야 한다.

### 리 괄호를 통한 정의
만약 {\displaystyle K}가 표수 2 또는 표수 3이 아닌 체이며, {\displaystyle V}가 유한 차원 {\displaystyle K}-벡터 공간이라고 할 때, 다음 두 데이터가 서로 동치이다.
- {\displaystyle V} 위의 리 쌍대대수 구조 {\displaystyle \mathrm {d} }
- {\displaystyle V^{*}} 위의 리 대수 구조 {\displaystyle [-,-]}

구체적으로, 이들 사이의 관계는 다음과 같다.
{\displaystyle \langle a|[x,y]\rangle =\langle \mathrm {d} a|x\wedge y\rangle }
여기서 {\displaystyle \langle -|-\rangle }은 {\displaystyle \textstyle \bigwedge E}와 그 등급별 쌍대 공간 사이의 내적이다.

### 리 준쌍대대수
리 준쌍대대수(Lie準雙對代數, 영어: Lie coalgebroid)는 다음과 같다.
- 매끄러운 다양체 {\displaystyle M}
- (유한 차원) 매끄러운 벡터 다발 {\displaystyle E\twoheadrightarrow M}
- {\displaystyle \bullet \bigwedge E} 위의 미분을 정의하는 벡터 다발 사상 {\displaystyle \mathrm {d} \colon E\to E\wedge _{M}E}. 이는 {\displaystyle \textstyle \bigwedge ^{\bullet }E} 위의 공사슬 복합체 구조를 정의하여야 한다.

이는 쌍대화를 통하여 {\displaystyle E^{*}} 위의 리 준대수 구조와 동치이다.

## 예
매끄러운 다양체 {\displaystyle M} 위의 공변접다발 {\displaystyle \mathrm {T} ^{*}M}은 리 준쌍대대수를 이루며, 그 쌍대괄호는 1차 미분 형식의 외미분이다. 이는 미분 형식들의 공사슬 복합체
{\displaystyle (\Omega (M),\mathrm {d} )}
를 정의한다.

## 참고 문헌
- Michaelis, Walter (1980). “Lie coalgebras”. 《Advances in Mathematics》 (영어) 38 (1): 1–54. doi:10.1016/0001-8708(80)90056-0. ISSN 0001-8708. MR 594993.